# Теплиця (зупинний пункт)
Тепли́ця — пасажирський залізничний зупинний пункт Одеської дирекції Одеської залізниці на лінії Арциз — Басарабяска.
Розташований поблизу села Теплиця, Арцизький район, Одеської області між станціями Арциз (7 км) та Березине (28 км).

## Пасажирське сполучення
До 11 грудня 2021 року до станції курсував поїзд з вагоном безпересадкового сполученням Київ — Соборне (двічі на тиждень), який курсував спільно з поїздом «Дунай». Нині пасажирський рух припинено на невизначений термін.